# Doll & Em
Doll & Em è una serie televisiva britannica ideata e interpretata dalle attrici Emily Mortimer e Dolly Wells, con la regia di Azazel Jacobs. È andata in onda per due stagioni su Sky Living dal 18 febbraio 2014.
Essendo ispirata alla storia d'amicizia reale tra le due attrici protagoniste, può essere considerata una serie meta-cinematografica.

## Trama
Le due protagoniste interpretano in tutti gli episodi della serie le caricature di loro stesse, inscenando eventi tra il reale ed il fittizio che molto spesso le due hanno vissuto in prima persona (sono migliori amiche sin dall'infanzia) e che hanno progettato di produrre e realizzare per molti anni sino al 2013. I figli di Emily nella serie sono interpretati dai figli reali di Dolly, così come il marito. Nella seconda stagione, però, quando le due amiche inscenano la loro storia sul palcoscenico di un teatro, il ruolo dei figli di Emily sarà dato proprio ai suoi figli reali, così come quello del marito sarà affidato all'attore Alessandro Nivola, marito della Mortimer.

### Prima stagione
Em, soprannome di Emily (Emily Mortimer), è un'attrice di successo, madre di famiglia impegnata e stressata, mentre Doll (Dolly Wells) è la sua assistente, nonché migliore amica, che la raggiungerà negli Stati Uniti per aiutarla nella preparazione di un ruolo. Quest'ultima, disabituata al mondo dello star system, farà amicizia con molti personaggi famosi e celebrità, arrivando persino ad ottenere un ruolo in un film. Così dovrà scontrarsi con i capricci della prima, che, sebbene sia come una sorella per lei, in ambito lavorativo si rivelerà molto più egocentrica del previsto, finendo per provocare un litigio con Doll, della quale si ingelosisce. Le due amiche fanno pace nell'ultimo episodio, tornando a comprendersi.

### Seconda stagione
Dolly ed Emily decidono di scrivere una sceneggiatura insieme, che ritragga la storia della loro lunga amicizia. Ad interpretare le protagoniste sul palcoscenico ci sono due giovani attrici, Olivia (Olivia Wilde) ed Evan (Evan Rachel Wood), mentre il ruolo del marito di Emily (che nella serie è interpretato dal reale coniuge di Dolly Wells, Mischa Ritcher) è affidato all'affascinante ed intrigante John (interpretato dal vero marito della Mortimer, Alessandro Nivola) e quello dei figli di Emily (nel film interpretati dai reali figli di Dolly Wells) viene affidato ai veri figli della stessa Mortimer. 
Tra le guest star figurano Michail Baryšnikov e Ewan McGregor, nei panni di sé stesso, intento a sedurre Dolly.

## Personaggi e interpreti
- Emily (stagioni 1-2), interpretata da Emily Mortimer.
- Dolly (stagioni 1-2), interpretata da Dolly Wells.
- Buddy (stagioni 1-2), interpretato da Jonathan Cake.
- Mike (stagione 1), interpretato da Aaron Himelstein.
- John (stagione 2), interpretato da Alessandro Nivola.
- Olivia (stagione 2), interpretata da Olivia Wilde.
- Evan (stagione 2), interpretata da Evan Rachel Wood.

Tra le guest star della prima stagione figurano inoltre, nei panni di se stessi, Chloë Sevigny, John Cusack, Andy García e Susan Sarandon; mentre tra quelle della seconda appaiono Michail Baryšnikov e Ewan McGregor.